# Gabby Concepcion
Gabby Concepcion, właśc. Gabriel Arellano Concepcion (ur. 5 listopada 1964) – filipiński aktor filmowy. Był czterokrotnie żonaty. W latach ok. 1983-1987 był mężem filipińskiej aktorki Sharon Cunety. Ich córka Maria Kristina Cassandra Cuneta Concepcion także jest aktorką. W latach 1995–2008 mieszkał w Stanach Zjednoczonych, w stanie Kalifornia. Na ten czas zawiesił karierę aktorską i zajął się biznesem. Po powrocie na Filipiny powrócił do filmu. Oprócz tego w listopadzie 2008 roku wydał swój debiutancki album. Za swą twórczość Gabby Concepcion otrzymał wiele nagród i wyróżnień, m.in. FAMAS Award oraz Gawad Urian Awards.

## Filmografia

### Seriale
| Rok     | Tytuł                        | Role                                  |
| ------- | ---------------------------- | ------------------------------------- |
| 2008    | Rated K                      | Himself/Guest                         |
| 2008    | Maalaala Mo Kaya: Taxi       | Bert                                  |
| 2008    | Iisa Pa Lamang               | Rafael Torralba                       |
| 2009    | May Bukas Pa                 | Ricardo                               |
| 2009–10 | Skazani na miłość            | Jaime Alferos                         |
| 2010    | Kung Tayo'y Magkakalayo      | Steve S. Sebastian                    |
| 2010    | Sharon                       | Himself/Guest                         |
| 2010    | Simply KC                    | Himself/Guest                         |
| 2011    | Maalaala Mo Kaya: Bulaklak   | Manuel                                |
| 2011    | Regal Shocker: Elevator      | Tony Salvacion                        |
| 2011–12 | P.S. I Love You              | Mark Roxas                            |
| 2012    | Bandila                      | Himself / Guest                       |
| 2012–13 | Kahit Puso'y Masugatan       | Miguel De Guzman                      |
| 2012    | Gandang Gabi, Vice!          | Himself / Guest                       |
| 2013    | Showbiz Inside Report        | Himself / Guest                       |
| 2013    | Showtime                     | Junior’s Uncle / Uncle Miguel / Guest |
| 2013    | Bukas Na Lang Kita Mamahalin |                                       |
| 2013    | Cassandra: Warrior Angel     |                                       |

Filmy
| Rok  | Tytuł                             | Role  |
| ---- | --------------------------------- | ----- |
| 1976 | Bakit ako mahihiya                |       |
| 1982 | Święty Mikołaj przybywa do miasta |       |
| 1993 | Kailangan kita                    | Jerry |
| 2011 | Yesterday Today Tomorrow          | Garry |

## Nagrody
- 1992: Gawad Urian Awards (najlepszy aktor drugoplanowy w filmie: Makiusap sa diyos)
- 1993: Gawad Urian Awards (najlepszy aktor w filmie: Narito ang puso ko)
- 1993: FAMAS Award (najlepszy aktor drugoplanowy w filmie: Sinungaling mong puso)